# Polycyathus
Genre
Polycyathus est un genre de coraux durs de la famille des Caryophylliidae.

## Liste d'espèces
La famille Polycyathus comprend les espèces suivantes :
| Selon World Register of Marine Species (29 juin 2015) : - Polycyathus andamanensis Alcock, 1893 - Polycyathus atlanticus Duncan, 1876 - Polycyathus chaishanensis Lin, Kitahara, Tachikawa, Keshavmurthy & Chen, 2012 - Polycyathus difficilis Duncan, 1889 - Polycyathus fulvus Wijsman-Best, 1970 - Polycyathus furanaensis Verheij & Best, 1987 - Polycyathus fuscomarginatus Klunzinger, 1879 - Polycyathus hodgsoni Verheij & Best, 1987 - Polycyathus hondaensis Durham & Barnard, 1952 - Polycyathus isabela Wells, 1982 - Polycyathus marigondoni Verheij & Best, 1987 - Polycyathus mayae Cairns, 2000 - Polycyathus muellerae Abel, 1959 - Polycyathus norfolkensis Cairns, 1995 - Polycyathus octuplus Cairns, 1999 - Polycyathus palifera Verrill, 1869 - Polycyathus persicus Duncan, 1876 - Polycyathus senegalensis Chevalier, 1966 - Polycyathus verrilli Duncan, 1889 | Selon ITIS (29 juin 2015) : - Polycyathus andamanensis Alcock, 1893 - Polycyathus atlanticus Duncan, 1876 - Polycyathus difficilis Duncan, 1889 - Polycyathus fulvus Wijsman-Best, 1970 - Polycyathus furanaensis Verheij & Best, 1987 - Polycyathus fuscomarginatus Klunzinger, 1879 - Polycyathus helenae - Polycyathus hodgsoni Verheij & Best, 1987 - Polycyathus hondaensis Durham & Barnard, 1952 - Polycyathus isabela Wells, 1982 - Polycyathus marigondoni Verheij & Best, 1987 - Polycyathus muellerae Abel, 1959 - Polycyathus norfolkensis Cairns, 1995 - Polycyathus octuplus Cairns, 1999 - Polycyathus palifera Verrill, 1869 - Polycyathus persicus Duncan, 1876 - Polycyathus senegalensis Chevalier, 1966 - Polycyathus verrilli Duncan, 1889 |